# Philadelphia-Verein
De Philadelphia-Verein, gevestigd in Leonberg, is een christelijke vereniging die in 1945 is opgericht als onderdeel van de Philadelphiabeweging rond de Duitse Lutherse evangelist Christian Röckle. De vereniging is de rechtspersoon waarin verschillende activiteiten van de Philadelphiabeweging zijn ondergebracht. Daartoe behoren ook diaconale instellingen en om die reden is de vereniging lid van het diaconale werk van de Evangelische Kerk in Württemberg, gevestigd in Stuttgart.  

## De organisatie

### Oorsprong en identiteit
De Philadelphia-Verein is in 1945 opgericht door evangelist Christian Röckle (1883-1966). Hierin bundelde hij de activiteiten van de in 1942 ontstane Philadelphiabeweging - een opwekkingsbeweging die mensen opriep om zich volledig toe te wijden aan het christelijk geloof en de liefde van God in het dagelijks leven door te geven. Röckle wilde in deze beweging "ware gelovigen" uit alle kerken als de "bruid van Jezus Christus" voor te bereiden op de wederkomst van Jezus. Hierbij legde hij de nadruk op het leiden van een heilig leven in navolging van Christus. 

### Conferenties
In 1946 begonnen de jaarlijkse "Philadelphia Conferenties" in Leonberg, met als hoofdthema "De wederkomst van Jezus en onze voorbereiding daarop". Deze conferenties vonden tot 2010 plaats. Op deze conferenties was er vrij spreekrecht voor iedere predikant. Onder anderen spraken daar predikers uit Noorwegen die door de "Philadelphia Conferenties" contacten kregen met christenen in onder anderen Duitsland en Nederland. Hieruit is later de Christelijke Gemeente Nederland ontstaan.  

### Nieuwsbrieven
In 1948 werd begonnen met de uitgave van het tijdschrift Philadelphia-Briefe, omdat Christian Röckle de beweging in de openbaarheid een stem wilde geven. Jarenlang verschenen deze nieuwsbrieven elke twee maanden in een eenvoudige opmaak. De artikelen hadden meestal een stichtelijke inhoud. Soms kwamen er ook actuele onderwerpen aan bod. In 2003 kreeg de nieuwsbrief een nieuw uiterlijk en ook de inhoud wijzigde, doordat er ook ruimte kwam voor verslagen van de activiteiten van de Philadelphia-Verein. De nieuwsbrieven verschijnen nu vier keer per jaar.

### Uitgeverij
In 1949 werden een uitgeverij en een boekhandel opgericht om de geschriften van Christian Röckle en andere geestelijke literatuur te verspreiden. Röckles geschriften werden ook vertaald in het Frans en Bulgaars.

### Boerderij
De Philadelphia-Verein heeft sinds 1954 een eigen boerderij om haar medewerkers en de aangesloten huizen, zoals een bijbelschool, herstellingsoord, het bejaarden- en verpleeghuis en het kindertehuis, van eigen gekweekt voedsel te voorzien. Op die manier wist men tenminste waar het eigen eten vandaan kwam. 
Sinds 1961 heeft men een boerderij en tuinderij. Als christelijke gemeenschap hecht men aan het bewerken en bewaren van de schepping, dus het tuinieren en de landbouw worden gedaan volgens ecologische richtlijnen. Dankzij het project "Leerplek boerderij in Heckengäu" kunnen ieder jaar veel schoolklassen kennis maken met de voedselproductie.

### Diaconale instellingen
De vereniging is aangesloten bij het Diakonisches Werk der Evangelischen Kirche in Württemberg en houdt verschillende diaconale instellingen in stand:
- een rust- en verzorgingstehuis (Haus Friederike) in Ditzingen,
- een kindertehuis en een recreatiecentrum in Murrhardt,
- verschillende woongebouwen, evenals een boekhandel en de Philadelphia-uitgeverij als verantwoordelijke voor de geschriften van Röckle en de overige geschriften over het doel van de Philadelphiabeweging.

## Kritiek
De leer van de Philadelphiabeweging is omstreden, omdat men - naast de christelijke leer dat de offerdood van Jezus Christus een verzoening is voor alle zonden -  ook nog een bijdrage van de gelovige eist in de vorm van eigen inzet en een levenswandel die volledig vrij is van zonde ziet als voorwaarde om de zaligheid te verwerven. Centraal in de leer staat de "bruidsgemeente". Volgens Röckle wil God een bruidsgemeente die "zonder vlek of rimpel" is, zoals staat in Efeziërs 5:27. Om deze reden is de Philadelphiabeweging uiteindelijk grotendeels buiten de Evangelische Kerk van Württemberg komen te staan.